# 木原信
木原 信（きはら しん、1914年12月24日 - 2005年6月3日）は、福岡県の日本画家。福岡県美術協会副会長、福岡市文化賞受賞、日本南画院展特選、日本南画院理事、福岡県展特選、福岡県展審査員。日展篆刻入選3回、福岡墨画会主催、南林社同人、美術年間掲載。
著名な作品に福岡市長応接室「志賀雨霽」、郵便記念切手ふるさとシリーズ「黒田節」などが存在する。「黒田節」では郵政省からの要望で一般の博多人形にはみられない髭を描き野性味あふれる九州男児を表現した。また、書も手掛けた。

## 人物
幼少期に自宅壁にいたずらで大きな鳥の絵を描き、留守中の父が帰宅したら激怒するだろうから覚悟しておくよう母に言われるも、厳格だった父は怒るどころか「ほー、この鳥はよう描けとーねー」と絶賛する。この経験がなければ画家にはならなかったかもしれず後に絵の道に通じたと生前述懐している。なおこの逸話は葬儀の場で紹介され西日本新聞にも掲載された。作品は多岐にわたり寺社や飲食店等での展示はもちろんのこと敷紙やお品書きの挿絵等にも使用される。地元のお土産として名高い五十二萬石如水庵の筑紫もちや紫の紙袋の書画も木原作である。また博多祇園山笠大黒流すの二の台幕「群游錦鯉圖」は数メートルに及ぶ大作であり、山笠振興会五十年史六十年史にも掲載されている。長年にわたり博多どんたくの笠鉾の絵も描くなど、福博の文化界に大きく貢献した。

## 略歴
- 1914年　福岡市中央区春吉に生まれる
- 1935年　小室翠雲画塾入門
- 1954年　福岡県展特選
- 1957年　福岡県美術協会会員となる
- 1962年　福岡墨画会を創立
- 1964年　日展篆刻入選
- 1966年　大阪阪急百貨店にて個展
- 1966年　京都丸太屋町画廊にて個展
- 1966年　博多大丸百貨店にて個展
- 1966年　日展篆刻入選
- 1966年　日本南画院展特選
- 1966年　西公園光雲神社拝殿天井画「謡鶴」完成
- 1968年　日展篆刻入選
- 1969年　大阪阪急百貨店にて個展
- 1972年　大阪阪急百貨店にて個展
- 1973年　東京銀座ギャラリーねこにて個展
- 1975年　東京銀座にて個展
- 1983年　福岡銀行本店にて篆刻個展
- 1986年　大阪大丸百貨店にて合同展
- 1988年　福岡市庁舎落成に際し「志賀雨霽」を市長応接室に寄贈
- 1992年　「水墨画色紙百選」刊行[6]
- 1992年　「水墨画吉祥・七福神・十二支」刊行[7]
- 1992年　郵便記念切手ふるさとシリーズ「黒田節」発行
- 1992年　福岡市文化賞受賞
- 1993年　「水墨画春夏秋冬」刊行[8]
- 1994年　銀座シチズン画廊にて個展
- 1994年　東京日本橋三越本店にて個展
- 1995年　傘寿記念として「木原信集」発刊
- 1995年　福岡市美術館にて「八十路展」開催
- 2000年　「新・筑紫萬葉散歩」西日本新聞社発刊
- 2005年　肺炎のため死去[1]
- 2007年　福岡市美術館にて「南画の巨匠　木原信　遺墨展」が開催された[9]。

その他、大丸福岡天神店や福岡三越などで個展を行う。

## 代表作
- 「志賀雨霽」福岡市長応接室
- 「黒田節」郵便記念切手ふるさとシリーズ
- 「葵上」福岡市美術館　蔵
- 「謡鶴」西公園光雲神社拝殿天井画
- 「群游錦鯉圖」博多祇園山笠大黒流すの二　蔵（実際に山笠時に詰所の幕として使用、山笠振興会五十年史六十年史に掲載）
- 「平等院寂光」妙徳寺会館納骨堂（福岡市中央区渡辺通）
- 「久米仙人」掛軸　沖縄銘酒　久米仙　蔵
- 「耶馬渓」浄光寺　蔵
- 「日本の四季」五十二萬石如水庵　蔵
- 「閑庭」松屋菓子本舗　蔵
- 清楽寺襖絵（福岡市西区内浜）[10]
- 西日本新聞文芸欄カット
- 鷹尾家能舞台の松竹画
- かに通　のお品書き挿絵・受付及び待合スペース等の画（福岡市中央区西中洲）
- おこぜ料理　六三亭　の店名サイン・敷紙・画（福岡市博多区中洲）
- 日本酒　博多じまん　ラベルの書画
- ステーキ牛王　伊勢海老画（福岡市中央区六本松）
- ミシュラン掲載料亭　嵯峨野　の画（福岡市博多区住吉）
- 水炊き長野　あやめ画（福岡市博多区対馬小路）
- そば仁伊島総本店　黒田大水牛兜画（博多座となり）
- 二日市温泉大丸別荘の衝立画
- 櫛田神社、筥崎宮、住吉神社、警固神社、大宰府光明寺、友泉亭等が作品所蔵

## 著書
- 『水墨画 色紙百選』
- 『水墨画 吉祥・七福神・十二支』
- 『水墨画 春夏秋冬』
- 『水墨画 人生百話』
- 『水墨画 俳画百選』
- 『水墨画 絵だより12カ月』シリーズ
- 『新・筑紫萬葉散歩』（西日本新聞社発刊 文:片瀬博子）